# ホンダ・ジョルノクレア
ジョルノクレア（giornoCrea）は、かつて本田技研工業が製造販売したオートバイである。

## 概要
型式名BA-AF54。ジョルノの後継機種となる排気量49㏄のスクーターである。車名はイタリア語で挨拶を意味するBUONGIORNOと英語のCREATIVEとCLEANを合わせた造語を組み合わせたものである。

## 車両解説
クリーン・エコノミー・サイレント・タフをキーワードに開発された。
車体デザイン面では、レッグシールドなどレトロ系デザインのジョルノをほぼ継承するが、バーハンドル・メッキ処理別体メーター・マルチリフレクタヘッドライトレンズなど独自のデザインを持つ。
メカニメル面では以下に示すいくつかの特徴的な機構が見られる。
水冷4ストローク横型シリンダーSOHC2バルブ単気筒エンジン
同社の原動機付自転車クラスのスクーターとして、水冷方式は1983年のビート以来16年ぶり、4ストロークエンジンは1986年のタクトアイビー以来の13年ぶりの採用
クランク軸直結ラジエーターファン
アルミニウム製U字断面ダイキャストフレーム
同社のスクーターでは初採用
エンジンユニットの3モジュール分割
エンジン部
CVT変速機構+カバーのスイングアーム部
リヤホイール支持部
- 将来の新車種展開で設計変更を実施する際には、個々のモジュールのみ再設計が容易になるメリットがある。前述のフレームも含めてこの方式はのちにスマートDio・ズーマー[注 2]で採用された。

これらの結果、自動車排出ガス規制規制値の約1/2レベルを達成し、従来の2ストロークエンジンに比べ約30%の燃費向上が図られた。

### 遍歴
1999年6月8日発表
同月9日 スタンダード発売
- 以下の車体色を設定
  - サンドストームシルバーメタリック（A [注 3]）
  - ベガブラックメタリック（A[注 3]）
  - モスタルダベージュ（B[注 3]）

同年7月7日 デラックス発売
- アイドリングストップシステム[注 4]を2輪車で初搭載

日本国内販売目標はシリーズ合計で25,000台/年、消費税抜希望小売価格はスタンダード189,000円/デラックス199,000円とした。
2000年6月
車体色にシャスタホワイトを追加
2001年1月18日発表 同月19日発売
車体色をマイルドグレイメタリックxロッシュグレイとした5,000台限定モデルのスペシャルを追加
2003年
製造中止